# Condado de Wells (Dakota del Norte)
El condado de Wells (en inglés: Wells County, North Dakota), fundado en 1873, es uno de los 53 condados del estado estadounidense de Dakota del Norte. En el año 2000 tenía una población de 5102 habitantes con una densidad poblacional de 2 personas por km². La sede del condado es Fessenden.

## Geografía
Según la Oficina del Censo, el condado tiene un área total de 3344 km² (1291,1 mi²), de la cual 3292 km² (1271,0 mi²) es tierra y 49 km² (18,9 mi²) es agua.

### Condados adyacentes
- Condado de Benson (norte)
- Condado de Eddy y Condado de Foster (este)
- Condado de Stutsman (sureste)
- Condado de Kidder (sur)
- Condado de Sheridan (oeste)
- Condado de Pierce (noroeste)

### Área Nacional protegida
- Fort Union Trading Post Sitio Histórico Nacional (parte)
- Zahl Lago Refugio Nacional de Vida Silvestre

## Demografía
En el 2000 la renta per cápita promedia del condado era de $31 894, y el ingreso promedio para una familia era de $39 284. El ingreso per cápita para el condado era de $17 932. En 2000 los hombres tenían un ingreso per cápita de $27 277 versus $16 810 para las mujeres. Alrededor del 13,50% de la población estaba bajo el umbral de pobreza nacional.
| 1890 | 1900 | 1910   | 1920   | 1930   | 1940   | 1950   | 1960 | 1970 | 1980 | 1990 | 2000 | Est. 2009 |
| ---- | ---- | ------ | ------ | ------ | ------ | ------ | ---- | ---- | ---- | ---- | ---- | --------- |
| 1212 | 8310 | 11 814 | 12 957 | 13 285 | 11 198 | 10 417 | 9237 | 7847 | 6979 | 5864 | 5102 | 4092      |

## Mayores autopistas
| - U.S. Highway 52 | - Carretera de Dakota del Norte 3 - Carretera de Dakota del Norte 15 - Carretera de Dakota del Norte 30 - Carretera de Dakota del Norte 91 - Carretera de Dakota del Norte 200 | - County 1 - County 5 - County 52 |

## Lugares

### Ciudades
- Bowdon
- Cathay
- Fessenden
- Hamberg
- Harvey
- Hurdsfield
- Sykeston

Nota: todas las comunidades incorporadas en Dakota del Norte se les llama "ciudades" independientemente de su tamaño

### Municipios
| - Berlin - Bilodeau - Bremen - Bull Moose - Cathay - Chaseley - Crystal Lake - Delger - Fairville - Forward - Fram - Germantown | - Haaland - Hamburg - Hawksnest - Heimdal - Hillsdale - Johnson - Lynn - Manfred - Norway Lake - Oshkosh - Pony Gulch - Progress | - Rusland - St. Anna - Silver Lake - South Cottonwood - Speedwell - Sykeston - Valhalla - Wells - West Norway - West Ontario - Western - Woodward |